# Rima G. Bond
Rima G. Bond és una estructura geològica del tipus rima a la superfície de la Lluna, situada amb el sistema de coordenades planetocèntriques a 35.22 ° de latitud N i 36.61 ° de longitud E. Fa un diàmetre de 166.85 km. El nom va ser fet oficial per la UAI l'any 1964 i fa referència al cràter G. Bond.